# Теолепт I Цариградски
Теолепт I Цариградски (грч. Θεόληπτος; преминуо децембра 1522) био је васељенски патријарх Цариграда од 1513. до 1522.

## Живот
Теолепт је био родом са Крита или Епира и живео је као монах поред Пахомија I Цариградског, који га је именовао за митрополита Јањине. Када је Пахомије I умро услед тровања, Теолепт се одмах преселио у Адријанопољ где је стекао наклоност султана Селима I.Након плаћања уобичајене накнаде за свако патријархално именовање, султан га је именовао за патријарха цариградског. Након тога, Теолепт I је отишао у Цариград на формални избор и устоличење средином 1513.
У септембру 1520, његов покровитељ, султан Селим I, умро је, и тако је позиција Теолепта I ослабљена. Почеле су да се појављују прве гласине, које су касније довеле до формалних оптужби за вођење неморалног приватног живота. Свети синод је одлучио да му се суди, али је он умро у децембру 1522, пре пресуде.

## Патријаршија
Моћ цариградског патријарха је порасла током Османско-мамелучког рата и последичног присаједињења Сирије, Палестине и Египта од стране султана Селима I,:176–177 када су Александријска, Антиохијска и Јерусалимска патријаршија укључене у Османско царство. Ове патријаршије су задржале своју верску аутономију, али су де факто биле под утицајем Цариградског патријарха, који је био близак султану и његов заменик као цивилни владар свих православних хришћана у Царству у складу са милет системом. Овај утицај Цариграда се повећавао током наредних векова, посебно у погледу именовања. Освајањем Палестине и падом Јерусалима 1517. у руке Селима I, Теолепт I је од султана добио право да одржава Цркву Светог Гроба.
Теолепт I је успоставио добре односе од 1516. године са великим кнезом Русије Василијем III Ивановичем, чија је мајка била нећака последњег византијског цара, Константина XI Палеолога Драгаша. Велика московска кнежевина постала је у то доба најмоћније независно православно краљевство. Године 1518, Теолепт I је послао учењака Максима Грка у Русију.:327
Око 1520, султан Селим I, који је желео присилно преобраћење свих хришћана у ислам, наредио је преузимање хришћанских цркава јер није постојао ферман који би их заштитио. Теолепт I, захваљујући добрим односима са султаном и захваљујући адвокату по имену Сенакис, успешно се супротставио наредби, убедивши султана да су се цркве у Цариграду предале током пада Цариграда, те да су тако поштеђене и задржане за хришћанско богослужење. Иако ниједан ферман није могао бити изложен због пожара у Патријаршији, тројица старих јаничара, који су живели током догађаја из 1453. године, заклели су се у том смислу на Куран и веровало им се.
Као патријарх, Теолепт I је преобликовао црквену организацију епархија Адријанопоља, Влашке и Самоса.